# José Costas Gual
José Costas Gual (San Celoni, 19 de enero de 1918 - 9 de julio de 2011) fue un astrónomo aficionado español.

## Biografía
Fue el fundador de la agrupación Pro Divulgación Astronómica, PDA, el 24 de septiembre de 1936, en el municipio de San Celoni, provincia de Barcelona.
Todas las observaciones realizadas por José Costas desde esa fecha han pasado a engrosar los «Diarios» de la PDA hasta la actualidad, incluyendo actividades, observaciones o pensamientos relacionados con la astronomía, y contienen más de 72 años de historia astronómica, en más de 25 volúmenes, actualmente en proceso de digitalización y publicación en su página oficial.[cita requerida]
Costas tuvo una breve pero intensa relación con el astrónomo español José Comas y Solá, hasta la muerte de éste en diciembre de 1937.
A partir de 1959, se dedicó al pulido de espejos para telescopios reflectores de pequeño tamaño, de los que llegó a fabricar más de 3500, actividad con la que cosechó gran popularidad en España.[cita requerida]